# Feng Kun
Feng Kun, född 28 december 1978 i Peking, är en kinesisk volleybollspelare. Hon blev olympisk guldmedaljör i volleyboll vid sommarspelen 2004 i Aten. Efter avslutad spelarkarriär har hon tidvis haft olika ledaruppdrag.